# Харьягинский
Харья́гинский (Харъяга) — вахтовый посёлок в Заполярном районе Ненецкого автономного округа России, расположенный рядом с  Харьягинским нефтяным месторождением. Постоянного населения не имеет. Часть территории посёлка примыкающая к вертодрому Харьягинский официально имеет статус населённого пункта и входит в состав Хорей-Верского сельсовета, остальная часть территории посёлка расположена на межселенной территории МО «Заполярный район». Посёлок основан в 1970-х годах.

## География
Харьягинский расположен за Полярным кругом, в устье реки Хараяха, на реке Колва в 165 километрах от Усинска и соединён с ним автодорогой. Расстояние по автомобильной дороге до административного центра Ненецкого АО, города Нарьян-Мар составляет 200 км.

## Население
| 2002 | 2010 |
| ---- | ---- |
| 4    | ↘0   |

## Инфраструктура
В посёлке имеется АЗС, кафе, магазин.

## Радио
- 100,0 МГц Север FM

## Транспорт
Посёлок связан автомобильной дорогой с городом Усинск.
В аэропорту Харьягинский постоянно базируется часть вертолетов Ми-8 Нарьян-Марского объединенного авиаотряда, которые обслуживают нефтяные компании и их подрядчиков.

## Экономика
Здесь располагается Харьягинское нефтяное месторождение — одно из крупнейших в России.

## Сотовая связь
Операторы сотовой связи стандарта GSM: МТС,
Билайн, Tele2, МегаФон.